# Безверхово (Приморский край)

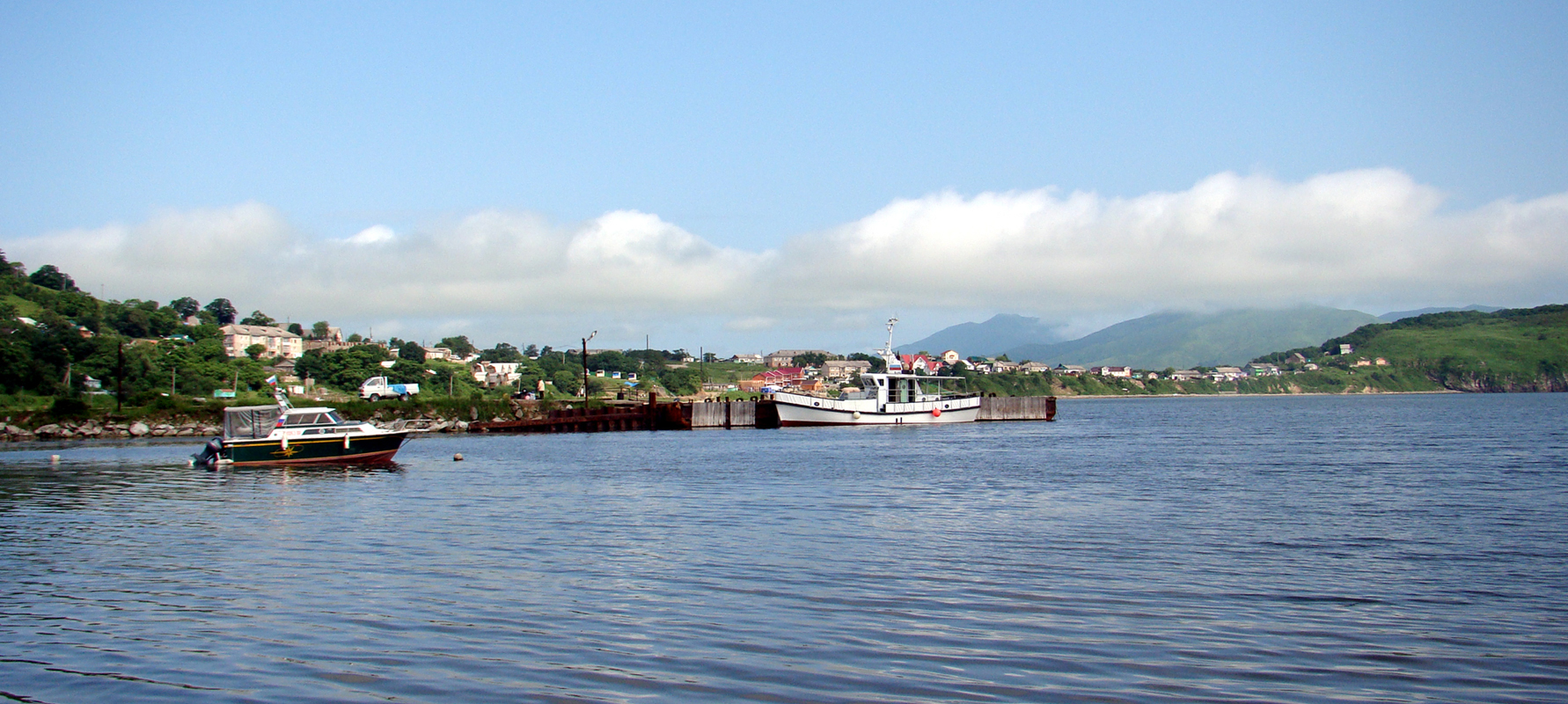
Безверхово: вид с юга на север

Безве́рхово — село в Хасанском районе Приморского края, центр Безверховского сельского поселения.

## Географическое положение
Село Безверхово расположено на полуострове Янковского, на берегу бухты Нарва Амурского залива. Село связано автомобильной дорогой длиной 16 км с трассой А189 Раздольное — Хасан. Расстояние до райцентра, посёлка Славянка, по дороге составляет 43 км, до Владивостока — 166 км. Ближайшая железнодорожная станция Пожарский расположена в 6 км к западу. Близ села, в 200 м от берега находится остров Кроличий, на котором имеется одноимённый маяк.

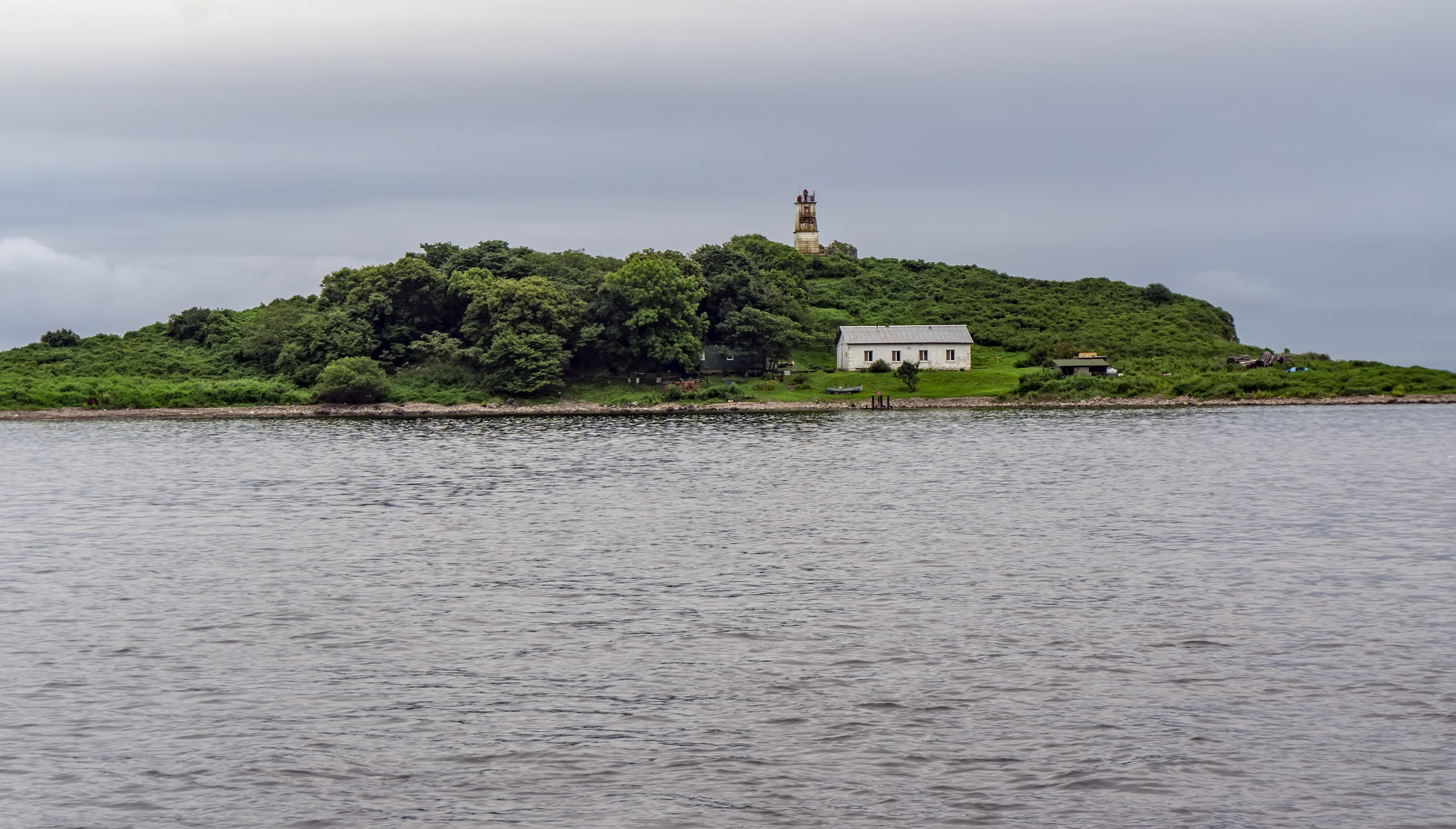
Остров Кроличий с маяком близ села Берверхово

## История

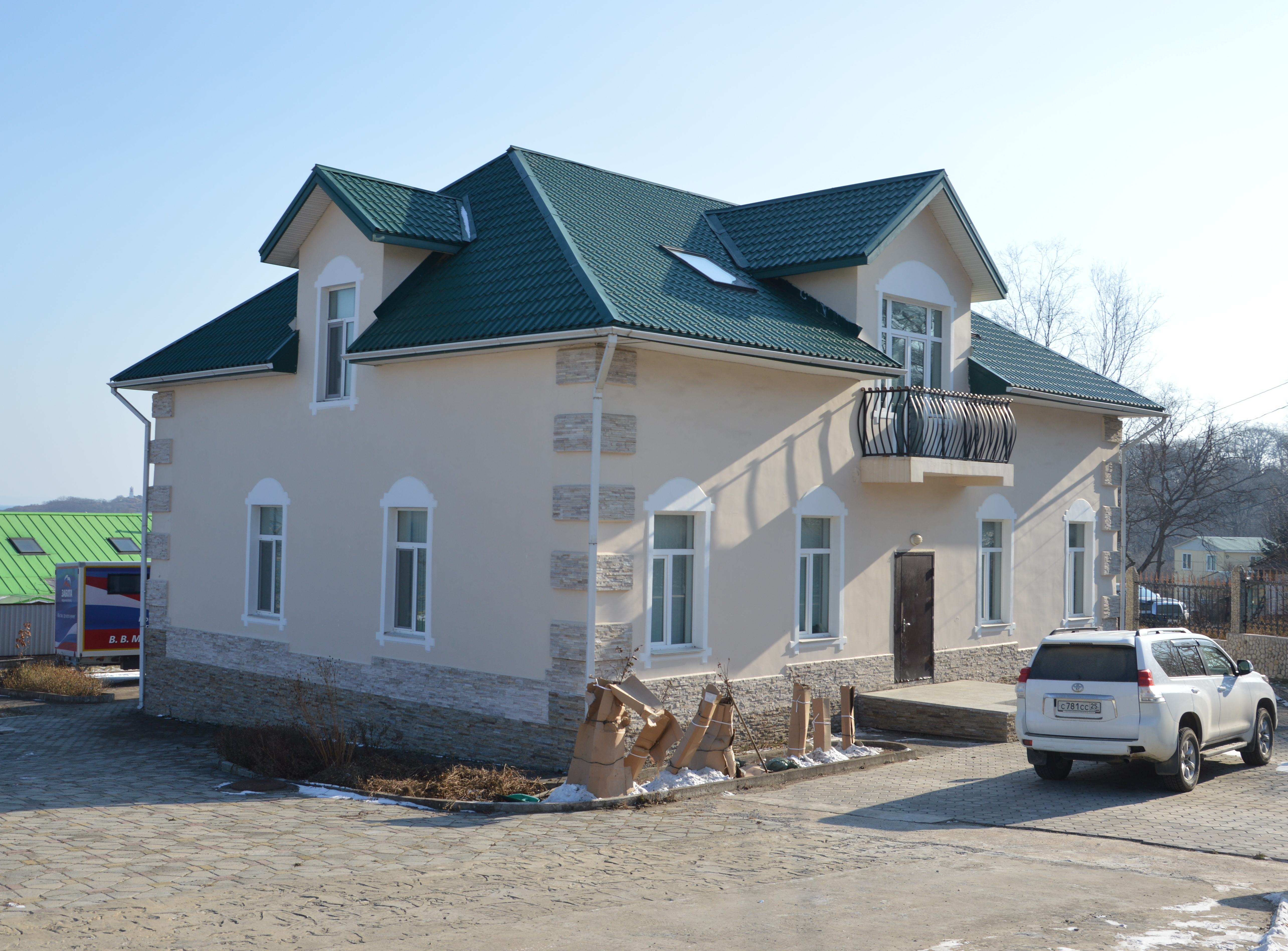
Музей шкипера Гека, семей Бриннеров и Янковских, построенный правнуком Гека в поселке Безверхово (Сидими) на месте бывшей усадьбы шкипера

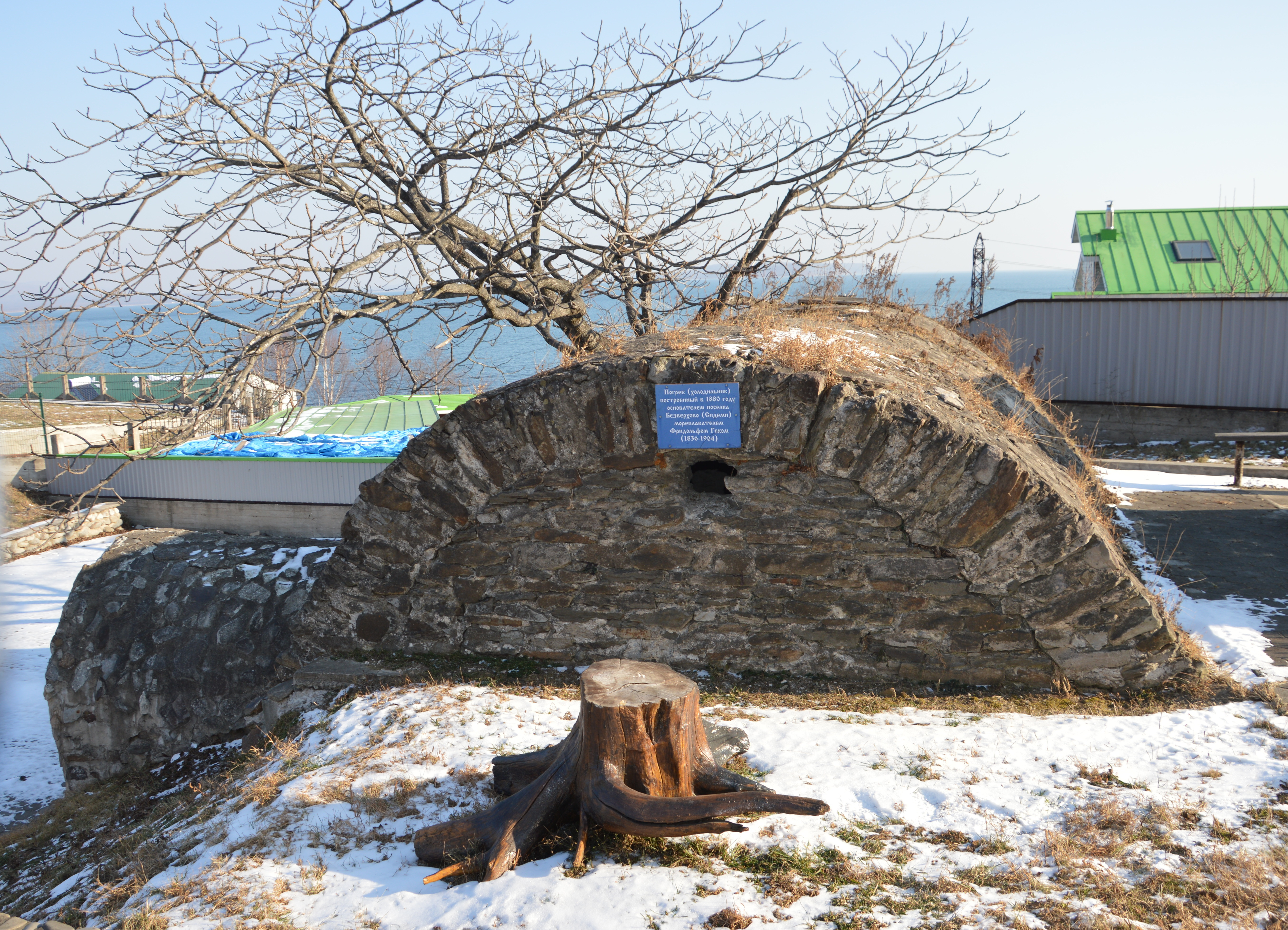
Погреб Гека - одна из экспозиций музея шкипера Гека, семей Бриннеров и Янковских в поселке Безверхово (Сидими) на месте бывшей усадьбы шкипера

Посёлок основал в 1877 году Фридольф Кириллович Гек — исследователь дальневосточных морей, вольный шкипер. Первоначальное название Усть-Сидими (Сидими) было дано в честь реки и бухты, на берегу которой оно расположилось. В 1879 сюда переехал со своей семьёй Михаил Иванович Янковский — естествоиспытатель и исследователь Дальнего Востока, который сначала арендовал, а позднее приобрел в собственность весь полуостров Сидими. Он создал на полуострове многоотраслевое хозяйство, построенное на принципах рационального природопользования, вывел новую породу лошадей, заложил первую в России плантацию дикорастущего женьшеня, занимался выращиванием пятнистых оленей. Позднее на полуострове приобрёл участок земли в 50 га Юлий Иванович Бринер — дед известного американского артиста Юла Бриннера. Здесь он построил дачу для себя и имение для сына.
После революции, в 1922 году семья Янковских эмигрировала в Корею, в 1931 году семья Бринеров была вынуждена уехать в Китай. Всё оставшееся их имущество было национализировано. 17 ноября 1922 года на основе хозяйства Янковского был образован совхоз «Сидими», который в 1929 году был преобразован в оленесовхоз «Сидими». В 1926 году совхоз выкупил постройки Бринера, в них разместили научно-исследовательскую станцию пантового оленеводства. В постройках Гека и Янковского поочерёдно располагались контора оленесовхоза, клуб, школа, комнаты для рабочих. В 1930 году в бухте Гека, вблизи мыса Бринера, был организован рыболовецкий колхоз «Большевик». А в 1938 году на базе колхоза была организована моторно-рыболовецкая станция (МРС), снабжавшая прибрежные рыболовецкие колхозы снастями для ловли рыбы и производившая ремонт мелких судов.
С 1930 года в Сидими стал заходить пароход из Владивостока. В 1947 году в оленесовхозе было организовано строительство норочьей фермы, куда были завезены норки из Московской области. В 1960 году МРС была передана в ведение межколхозной моторной станции (ММС), которая стала производить капитальный ремонт больших рыболовецких судов (сейнеров). В 1972 году, в связи с ликвидацией китайских названий село Усть-Сидими было переименовано в Безверхово в честь командира стрелковой бригады полковника Я. П. Безверхова, бухта и река Сидими — в Нарва, а полуостров Сидими получил имя Янковского.
До начала 80-х годов в Безверхово основными отраслями экономики были звероводство и судоремонт. Село активно развивалось — появились многоэтажные дома, были построены новая школа на 192 места, школа-сад, клуб. Реформы 80-х годов привели к развалу экономики села, — зверосовхоз обанкротился, судоремонтный завод почти полностью прекратил работу.

## Население
| 2002 | 2005 | 2006 | 2010 |
| ---- | ---- | ---- | ---- |
| 1037 | ↘995 | ↘964 | ↘889 |

## Экономика
Основным направлением деятельности в селе в последние годы стал летний туризм в период июля и августа, дающий местным жителям зачастую единственную возможность заработка. В летние месяцы всё побережье в Безверхово и прилегающих акваториях заставлено палаточными городками. Местные жители сдают отдыхающим базовые летние домики без услуг и комнаты в частных домах и пристройках. Работает несколько баз летнего отдыха.
Зверосовхоз закрыт, на базе разрушенного Оленеводческого совхоза создано частное предприятие ООО «Агрохасан».
В социальной сфере работают сельская врачебная амбулатория, одна школа, сельская библиотека, почта, междугородный телефон, несколько магазинов.  Сельский дом культуры закрыт, здание частично разрушено.
Судоремонтные мастерские закрылись в 2002 году. В 2009 году на месте мастерских появилась база активного семейного отдыха «Сидими».
Из промышленности в деревне остались небольшой консервный завод (выпуск сайры баночной) и небольшой склад-холодильник. Оба предприятия давно не модернизируются и находятся на грани закрытия.
В деревне ведется много жилого строительства (дачи жителей городов, домики на территории частных владений для сдачи летом в аренду) а также два здания напоминающие небольшие гостиницы.

## Достопримечательности
- Музей семей Гека, Янковского, Бриннера
- Памятник погибшим в ВОВ землякам села Безверхово.
- Памятник Михаилу Янковскому.
- Склеп семьи Бринер.
- Погреб «Вольного шкипера» Фридольфа Гека[7].

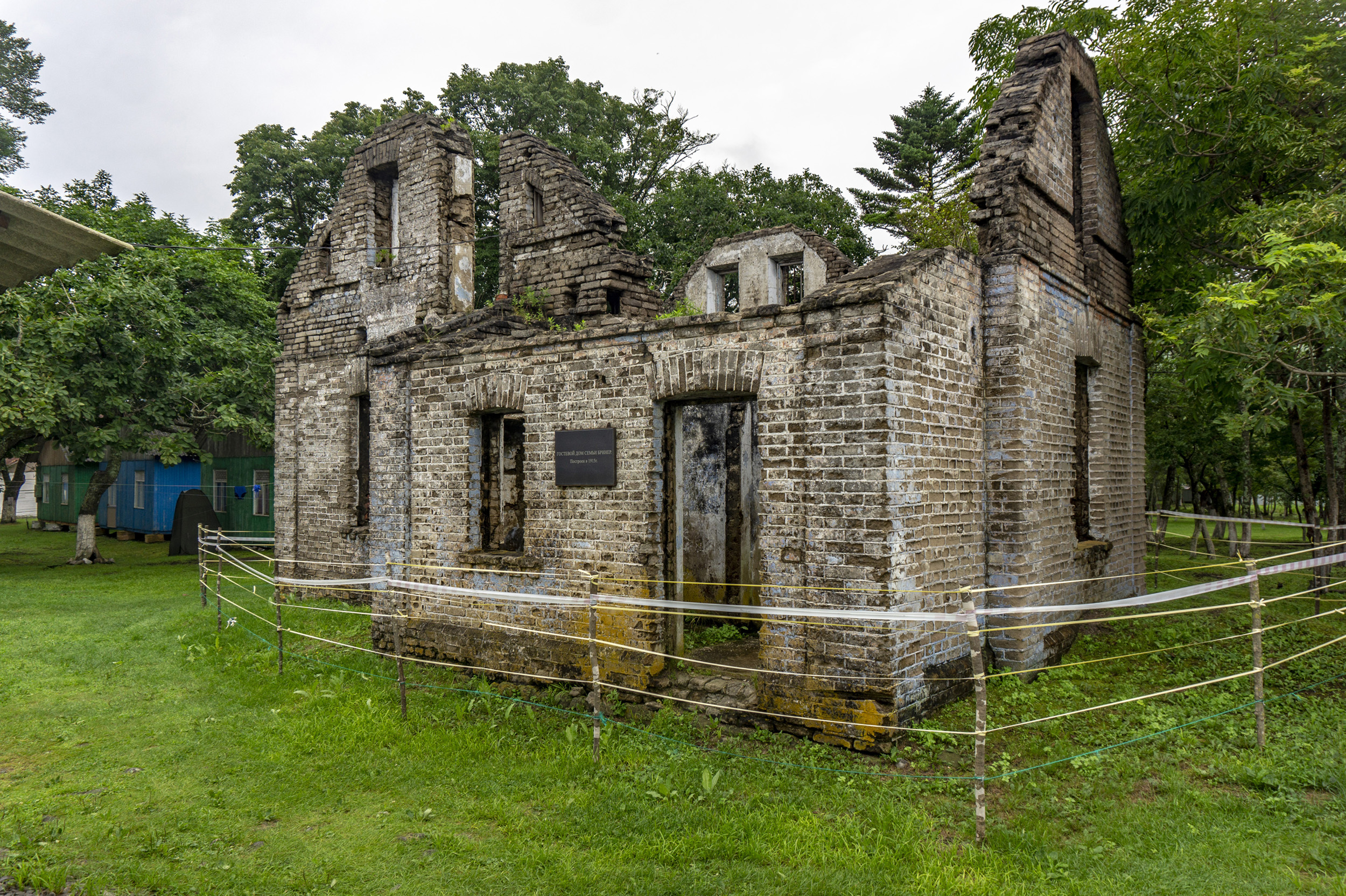
Гостевой дом семьи Бринер